# Comencíol (germà de Focas)
Comencíol   (segle VI - 611 (Gregorià)) va ser un general de l'Imperi Romà d'Orient i germà de l'Emperador Romà d'Orient Focas (602-610).
Se sap que era fill de Domentzia, com Focas i Domencíol, qui després va arribar a exercir el càrrec de magister officiorum. No es coneix res de la seva joventut. En usurpar el tron, Focas, li va atorgar el grau de patrici i el càrrec de magister militum. Comandava l'exèrcit oriental romà que combatia als perses sassànides quan Heracli (610-641) va deposar i ajusticiar Focas l'any 610.
Comencíol es va negar a reconèixer l'autoritat d'Heracli i va portar les tropes orientals a les seves casernes d'hivern a Ancira i va planejar atacar Constantinoble i venjar les morts dels seus germans Focas i Domencíol. Heracli va perdonar al seu nebot Domencíol, fill del seu difunt germà d'igual nom, i va enviar al respectat general Filípic a tractar amb ell. Comencíol, el va empresonar i va amenaçar amb executar-lo, però va ser assassinat abans pel patrici Justí a finals del 610 o ja al 611. La rebel·lió, que havia suposat una greu amenaça pel poder d'Heracli, encara inestable, es va esvair amb la mort del seu cabdill.